# Syntaktisk konstruktion
Med konstruktion menas i lingvistiken varje syntaktiskt sammanhållen ordgrupp, på såväl frasnivån som satsnivån. Till skillnad från en fras måste en konstruktion bestå av fler än endast ett ord. Det är vanligt att grammatiska termer har formen av sammansättningar, där konstruktion utgör andra ledet, till exempel infinitivkonstruktion, participkonstruktion, passivkonstruktion.
I en fras som "ordets konstruktion" (dvs. hur ordet konstrueras) används termen något annorlunda, nämligen ungefär i betydelsen syntax (syntaktiska egenskaper, kombinatorik). Jfr kollokation.